# Orientalisk såpnejlika
Orientalisk såpnejlika (Saponaria orientalis) är en nejlikväxtart som beskrevs av Carl von Linné. Orientalisk såpnejlika ingår i släktet såpnejlikor, och familjen nejlikväxter. Arten förekommer tillfälligt i Sverige, men reproducerar sig inte.